# Alfréd Britský
Princ Alfréd Britský (22. září 1780 hrad Windsor – 20. srpna 1782 hrad Windsor) byl čtrnácté dítě a devátý a nejmladší syn krále Jiřího III. a jeho manželky Šarloty Meklenbursko-Střelické. V době jeho narození probíhala velká epidemie neštovic a mnoho princů a princezen napříč Evropou bylo nakaženo. Krátce před svými druhými narozeninami onemocněl i princ Alfréd, nemoci brzy na to podlehl. O necelých šest měsíců později zemřel na neštovice i jeho bratr, princ Octavius, což šokovalo celou královskou rodinu. Král Jiří se údajně po smrti synů zbláznil a hovořil s nimi jako s imaginárními kamarády.

## Život
Narodil se 22. září 1780 na hradě Windsor v Anglii. Jeho otec byl král Jiří III. a jeho matka byla Šarlota Meklenbursko-Střelická. Byl pokřtěn Frederickem Cornwallisem, arcibiskupem z Canterbury v St. James Palace dne 21. října 1780. Jeho kmotry se stali jeho starší sourozenci – Jiří, princ z Walesu (později král Jiří IV.) a princezna Šarlota Hannoverská. Jakožto čtrnácté dítě a devátý syn si příliš mnoho oslav svého narození neužil.

### Úmrtí a dění poté
V roce 1782 se nakazil neštovicemi. Nemoc zvládal velmi špatně a v červnu toho roku byl poslán na léčbu k jeho chůvě Lady Charlotte Finch. Ta žila u moře a věřilo se, že mořský vzduch a koupele v mořské vodě prince uzdraví. Během svého pobytu zde se mu ale nadále tvořily pupínky, modřiny a zhoršovalo se mu dýchání. Když se v srpnu roku 1782 vrátil na hrad Windsor, doktoři jej vyšetřili a konstatovali, že mu zbývá jen několik týdnů života. Po několika záchvatech horečky a zhoršujícím se dýchání dne 20. srpna 1782 zemřel, krátce před svými druhými narozeninami.
I přesto, že královská rodina nevyhlásila smutek (běžně se pro děti mladší 14 let nepořádal), rodiče nesli jeho smrt velmi těžce. Byl pohřben ve Westminsterském opatství. Dne 11. února 1820 byly jeho ostatky přemístěny do kaple sv. Karla na hradě Windsor. Šest měsíců po jeho smrti zemřel na neštovice i jeho bratr Octavius, což krále velmi rozesmutnilo. Upadl do hlubokých depresí a v roce 1812 zaznamenalo královo služebnictvo, že si král se svými dětmi imaginárně povídá.